# Bia District
Der Bia Distrikt war der nördlichste Distrikt der Western Region Ghanas und befand sich zwischen der Grenze zur Elfenbeinküste im Westen und der Brong-Ahafo Region im Osten. Der Distrikt wurde 2003 durch die Teilung des ehemaligen Distriktes Juaboso-Bia District gebildet und 2012 in die Distrikte Bia East und Bia West aufgeteilt, die seit 2008 zur Western North Region gehören.

## Ortschaften mit mehr als 5000 Einwohnern
| - Osei Kojo Krom - Adjuafua - Old Debiso - Akatiso | - Adabokrom - Asuentaa - Elluokrom - Yawmatwa | - Akaaso - Adupri - Lineso. |